# Men's Rimouski Challenger 2011
Il Men's Rimouski Challenger 2011, noto come Challenger Banque Nationale per motivi di sponsorizzazione, è stato un torneo professionistico di tennis maschile giocato sul cemento indoor. È stata la 5ª edizione del torneo e faceva parte dell'ATP Challenger Tour nell'ambito dell'ATP Challenger Tour 2011. Si è giocato a Rimouski in Canada dal 14 al 20 marzo 2011.

## Partecipanti

### Teste di serie
| Giocatore        | Nazionalità | Ranking* | Testa di serie |
| ---------------- | ----------- | -------- | -------------- |
| Bobby Reynolds   | Stati Uniti | 155      | 1              |
| Peter Polansky   | Canada      | 204      | 2              |
| Matteo Viola     | Italia      | 208      | 3              |
| Frederik Nielsen | Danimarca   | 240      | 4              |
| Fritz Wolmarans  | Sudafrica   | 254      | 5              |
| Amir Weintraub   | Israele     | 257      | 6              |
| Philip Bester    | Canada      | 259      | 7              |
| Samuel Groth     | Australia   | 261      | 8              |

- Ranking al 7 marzo 2011.

### Altri partecipanti
Giocatori che hanno ricevuto una wild card:
- Daniel Chu
- Ahmed El-Tabakh
- Pavel Krainik
- Robert Rotaru

Giocatori che sono passati dalle qualificazioni:
- David Rice
- Julien Dubail
- Albano Olivetti
- Blake Strode

## Campioni

### Singolare
Fritz Wolmarans ha battuto in finale  Bobby Reynolds con il punteggio di 6(2)–7, 6–3, 7–6(3).

### Doppio
Treat Conrad Huey /  Vasek Pospisil hanno battuto in finale  David Rice /  Sean Thornley con il punteggio di 6–0, 6–1.